# Publiusz Mucjusz Scewola
Publiusz Mucjusz Scewola (łac. Publius Mucius Scaevola) – polityk rzymski okresu republiki i wybitny prawnik. Pod koniec życia był przewodniczącym kolegium pontyfików (łac. Pontifex Maximus). 
Karierę polityczną rozpoczął od trybunatu ludowego w 141 p.n.e., podczas którego oskarżył pretora roku poprzedniego Lucjusza Hostiliusza Tubulusa o korupcję. 
Sam objął preturę w roku 136 p.n.e. W trakcie jego konsulatu (133 p.n.e.) miały miejsce wypadki związane z reformami braci Grakchów. Według Plutarcha był jedną z osób, które opiniowały lex Agraria przed jej uchwaleniem. Później w związku ze sprawą odmówił Scypionowi Nazyce poddania pod głosowanie ostatecznej uchwały senatu (łac. senatus consultum ultimum), sankcjonującej przemoc wobec starającego się o ponowny trybunat starszego z braci Grakchów twierdząc, że żaden obywatel nie może zostać pozbawiony życia bez wyroku sądu.
Według Pomponiusza Sekstusa jeden z twórców rzymskiego prawa cywilnego (łac. ius civile; Digesta seu Pandecta I.Tit.2.s.2 §39).
Pod koniec życia dostąpił jednego z największych zaszczytów jakie mogły spotkać Rzymianina, został przewodniczącym kolegium pontyfików (łac. Pontifex Maximus). Według Cycerona był ostatnim z Wielkich Pontyfików, który stosował się do obowiązku spisywania najważniejszych wydarzeń w tzw. Annales maximi. Za jego pontyfikatu zostały one prawdopodobnie wydane w 80 tomach.